# مارلون ديفيس
مارلون ديفيس (بالإنجليزية: Marlon Davis)‏ هو لاعب كرة قدم أمريكية أمريكي، ولد في 2 نوفمبر 1986.